# Ama (istočnosudanski jezik)
Ama jezik (inyimang, nyima, nyiman, nyimang, nyuwing; ISO 639-3: nyi), jedan od dva nilsko-saharska jezika koja čine podskupinu nyimang, dio šire zapadne skupine istočnosudanskih jezika. Govori ga oko 70 000 ljudi (1982 SIL) u sudanskoj provinciji Kordofan; sela: Kalara, Koromiti, Nitil, Al Fous, Kakara, Hajar Sultan, Salara, Tundia i Fuony (Funda).
Obrazovanje je na arapskom. Dijalekti: ama i mandal (male).

## Vanjske poveznice
- Ethnologue (14th)
- Ethnologue (15th)